# Jangkungsomo
Jangkungsomo is een bestuurslaag in het regentschap Lamongan van de provincie Oost-Java, Indonesië. Jangkungsomo telt 535 inwoners (volkstelling 2010).